# Shinya Hagihara
Shinya Hagihara (født 7. april 1971) er en tidligere japansk fodboldspiller.
Han har spillet for flere forskellige klubber i sin karriere, herunder Ventforet Kofu.